# Peter Hampton
Pour les articles homonymes, voir Hampton.
Peter Hampton, né le 12 septembre 1954 à Oldham et mort le 25 septembre 2020, est un footballeur anglais. Il évoluait au poste d'arrière gauche.

## Biographie
Formé à Leeds United, Peter Hampton débute avec l'équipe première en 1972,,.
Lors de la campagne de Coupe des clubs champions en 1974-75, il dispute un match de premier tour contre le FC Zurich,. Il est sur le banc lors de la finale perdue contre le Bayern Munich sur le score de 0-2.
En 1980, il rejoint Stoke City,.
De 1984 à 1987, Hampton évolue sous les couleurs de Burnley,.
Après un passage au Rochdale AFC, il est joueur de Carlisle United en 1988,.
Peter Hampton raccroche les crampons en 1988. Au total, il dispute 206 matchs pour six buts marqués en première division anglaise. Au sein des compétitions européennes, il dispute un match de Coupe des clubs champions et trois rencontres de Coupe UEFA.
Hampton meurt le 25 septembre 2020 alors qu'il est en vacances avec sa famille à Chypre.